# Apus bradfieldi
Apus bradfieldi là một loài chim trong họ Apodidae.